# Bindee Goon Chew
Bindee Goon Chew (* 3. Mai 1975) ist eine frühere australische Skeletonsportlerin.
Bindee Goon Chew gehörte Mitte der 2000er Jahre dem australischen Nationalkader an. Ihr internationales Debüt gab sie 2004 bei Rennen im Skeleton-America’s-Cup in Calgary. In ihren beiden ersten Rennen wurde sie dort 21. und 13., auch in der folgenden Saison nahm sie zunächst an Rennen im America’s-Cup teil. In Lake Placid erreichte sie mit Rang 12 ihr bestes Ergebnis in der Rennserie. An selber Stelle und im Monat darauf in Sigulda startete Goon Chew zu ihren ersten und einzigen Rennen im Skeleton-Weltcup. Mit den Rängen 24 in den USA und 22 in Lettland gewann sie 18 Weltcuppunkte und belegte in der Gesamtwertung den 37. Platz. Es waren zugleich ihre letzten internationalen Rennen.